# Списък на реките в Германия
Списъкът на реките в Германия включва течащите води и е сортиран по дължина и водосборен басейн на реките.
Посочените реки преминават през Германия изцяло или частично. Някои от тях извират в Германия и се вливат в друга страна, например в река или море. Възможно е и обратното – реката извира в друга страна и продължава през Германия.

## Указание
Данните в таблицата за дължината са закръглени. Например дългата 27,5 км Лаутер е означена само с 27 км. Реките с непроучена или непозната дължина се намират в края на списъка. В скоби е показан водоемът на вливане.
Изкуствено създадени канали не са включени в списъка.

## Реки с дължина над 200 км
| Река                          | Обща дължина в км | Дължина в Германия в км | Извор                                                                    | Устие                                                         | Важни притоци и оттоци в Германия                                 | Протича през следните федерални провинции в Германия                                                          | среден отток при устието в м³/сек | Общ водосборен басейн в км² | Общ водосборен басейн в Германия в км² |
| ----------------------------- | ----------------- | ----------------------- | ------------------------------------------------------------------------ | ------------------------------------------------------------- | ----------------------------------------------------------------- | --- | --------------------------------- | --------------------------- | -------------------------------------- |
| Дунав от Брег до Черно море   | 2857              | 647                     | в Шварцвалд при Фуртванген (Баден-Вюртемберг)                            | в Черно море чрез Делта на Дунав (Румъния)                    | Илер, Лех, Алтмюл, Нааб, Реген, Изар, Ин                          | Баден-Вюртемберг, Бавария                                                                                     | 6855                              | 795 686                     | 56 113                                 |
| Рейн (Северно море)           | 1233              | 865                     | в Алпите при Дизентис (Швейцария)                                        | в Северно море при Ротердам (Нидерландия)                     | Некар, Майн, Лан, Мозел, Рур, Липе                                | Баден-Вюртемберг, Рейнланд-Пфалц, Хесен, Северен Рейн-Вестфалия                                               | 2330                              | 198 735                     | 102 159                                |
| Елба (Северно море)           | 1247              | 727                     | в Кърконоше над Шпиндлерув Млин (Чехия)                                  | в Северно море при Куксхафен (Долна Саксония/Шлезвиг-Холщайн) | Вълтава и Охрже в Чехия, Шварце Елстер, Мулде, Заале, Хафел, Елде | Саксония, Бранденбург, Саксония-Анхалт, Долна Саксония, Мекленбург-Предна Померания, Шлезвиг-Холщайн, Хамбург | 870                               | 148 268                     | 97 175                                 |
| Одер (Балтийско море)         | 866               | 187                     | в Одерске връхи (Судети) над Острава (Чехия)                             | в Балтийско море при Шчечин (Полша)                           | Лаузитцер Найсе                                                   | Бранденбург                                                                                                   | 574                               | 118 890                     | 5633                                   |
| Везер с Вера (Северно море)   | 750               | 750                     | в Тюрингер Валд при Хилдбургхаузен (Тюрингия)                            | в Северно море при Бремерхафен (Бремен/Долна Саксония)        | Фулда и Вера образуват р. Везер; Алер, Хунте                      | Тюрингия, Хесен, Северен Рейн-Вестфалия, Долна Саксония, Бремен                                               | 390                               | 41 094                      | 41 094                                 |
| Мозел (Рейн)                  | 545               | 242                     | във Вогези при Епинал (Франция)                                          | в Рейн при Кобленц (Рейнланд-Пфалц)                           | Саар, Зауер, Кил                                                  | Саарланд, Рейнланд-Пфалц                                                                                      | 320                               | 28 286                      | 9637                                   |
| Майн (Рейн)                   | 569               | 569                     | от Фихтелгебирге при Кулмбах (Бавария)                                   | в Рейн при Майнц-Костхайм (Гер.-Хесен)                        | Итц, Регниц, Франкска Заале, Таубер, Кинцих, Нида                 | Бавария, Хесен                                                                                                | 211                               | 27 292                      | 27 292                                 |
| Ин (Дунав)                    | 517               | 218                     | в Алпите при Санкт Мориц (CH)                                            | в Дунав в Пасау (Гер.-Бавария)                                | Алц, Залцах, Рот                                                  | Бавария | 730                               | 25.700                      |                                        |
| Везер без Вера (Северно море) | 452               | 452                     | в Мюнден от Вера и Фулда (Гер.-Долна Саксония)                           | в Северно море при Бременхафен (Гер.-Бремен/Долна Саксония)   | Диймел, Вере, Алер, Лезум, Хунте                                  | Долна Саксония, Хесен, Северен Рейн-Вестфалия, Бремен                                                         | 300                               | 41.094                      | 41.094                                 |
| Заале (Елба)                  | 413               | 413                     | във Фихтелгебирге при Хоф (Гер.-Бавария)                                 | в Елбе в Барби (Гер.-Саксония-Анхалт)                         | Шварца, Илм, Унщрут, Вайсе Елстер, Боде                           | Бавария, Тюрингия, Саксония-Анхалт                                                                            | 115                               | 24.100                      | 24.100                                 |
| Шпрее (Елба)                  | 382               | 382                     | в Бергланд при Баутцен (Гер.-Саксония)                                   | в Хавел в Берлин Гер.-Берлин)                                 | Даме                                                              | Саксония, Бранденбург, Берлин                                                                                 | 36                                | 9.793                       | 9.763                                  |
| Емс (Северно море)            | 371               | 371                     | в Тевтобургска гора при Билефелд (Гер.-Северен Рейн-Вестфалия)           | в Северно море при Емден (Гер.-Долна Саксония)                | Хазе, Юме                                                         | Северен Рейн-Вестфалия, Долна Саксония                                                                        | 80                                | 17.934                      | 17.934                                 |
| Некар (Рейн)                  | 367               | 367                     | в Шварцвалд при Вилинген Швенинген (Гер.-Баден-Вюртемберг)               | в Рейн в Манхайм (Гер.-Баден-Вюртемберг)                      | Филс, Ремс, Енц, Кохер, Ягст                                      | Баден-Вюртемберг, Хесен                                                                                       | 145                               | 14.000                      | 14.000                                 |
| Хафел (Елба)                  | 334               | 334                     | при Анкерсхаген (Гер.-Мекленбург-Предна Померания)                       | в Елба при Хафелберг (Гер.-Саксония-Анхалт)                   | Шпрее, Нуте, Рин, Дозе                                            | Мекленбург-Предна Померания, Бранденбург, Берлин, Саксония-Анхалт                                             | 103                               | 24.096                      | 24.096                                 |
| Егер (Елба)                   | 316               | 35                      | във Фихтелгебирге (Гер.-Бавария)                                         | в Елба при Литомержице (Чехия)                                | Вондреб                                                           | Бавария |                                   |                             |                                        |
| Вера (Везер)                  | 292               | 292                     | в Тюрингска гора при Хилдбургхаузен (Гер.-Тюрингия)                      | във Везер в Мюнден (Гер.-Долна Саксония)                      | Улстер, Хьорзел                                                   | Тюрингия, Хесен, Долна Саксония                                                                               |                                   | 5.496                       | 5.496                                  |
| Изар (Дунав)                  | 286               | 263                     | в Алпите при Шарнитц (Австрия)                                           | в Дунав при Дегендорф (Гер.-Бавария)                          | Лойзах, Ампер                                                     | Бавария | 175                               | 8.370                       |                                        |
| Лайне (Везер)                 | 281               | 281                     | в Айхсфелд в Лайнефелде (Гер.-Тюрингия)                                  | в Алер при Швармщед (Гер.-Долна Саксония)                     | Руме, Инерсте                                                     | Тюрингия, Долна Саксония                                                                                      |                                   | 6.512                       | 6.512                                  |
| Лех (Дунав)                   | 264               | 180                     | в Алпите при Лех (Австрия)                                               | в Дунав при Марксхайм (Гер.-Бавария)                          | Вилс, Халблех, Вертах                                             | Бавария | 191                               | 4.126                       |                                        |
| Алер (Везер)                  | 211               | 211                     | близо до Зеехаузен и Ошерслебен в Magdeburger Börde (Гер.-ST)            | във Везер в Айзел близо до Ферден (Гер.-Долна Саксония)       | Окер, Фузе, Йорце, Лайне, Бьоме                                   | Саксония-Анхалт, Долна Саксония                                                                               |                                   | 15.744                      | 15.744                                 |
| Липе (Рейн)                   | 220               | 220                     | in Bad Lippspringe im Eggegebirge Гер.-Северен Рейн-Вестфалия            | в Рейн при Везел Гер.-Северен Рейн-Вестфалия                  | Глене, Щевер, Падер, Алме, Азе, Сезеке                            | Северен Рейн-Вестфалия                                                                                        | 46                                | 4.882                       | 4.882                                  |
| Вайсе Елстер (Заале)          | 257               | 247                     | при Вийледи близо до Аш (Чехия)                                          | в Заале в Хале Гер.-Саксония-Анхалт                           | Плайсе, Вейда                                                     | Саксония, Тюрингия, Саксония-Анхалт                                                                           |                                   |                             |                                        |
| Лан (Рейн)                    | 245               | 245                     | в Ротхааргебирге близо до Ланкопф при Ланхоф Гер.-Северен Рейн-Вестфалия | в Рейн при Ланщайн Гер.-Рейнланд-Пфалц                        | Ом, Лумда, Дил, Вайл, Емсбах, Аар                                 | Северен Рейн-Вестфалия, Хесен, Рейнланд-Пфалц                                                                 |                                   | 5.964                       | 5.964                                  |
| Алтмюл (Дунав)                | 220               | 220                     | близо до Таубер Гер.-Бавария                                             | в Дунав близо до Келхайм Гер.-Бавария                         | Зулц, Шварцах, Вайсе Лабер                                        | Бавария |                                   |                             |                                        |
| Елде (Елба)                   | 220               | 220                     | при Алтенхоф близо до Малхов Гер.-Мекленбург-Предна Померания            | в Льоктитц при Елденбург Гер.-Бранденбург                     | Щтьорканал                                                        | Мекленбург-Предна Померания, Бранденбург                                                                      | 11                                | 2.990 (MEW)                 | 2.990 (MEW)                            |
| Фулда (Везер)                 | 218               | 218                     | в Рьон на Васеркупе Гер.-Хесен                                           | във Везер Гер.-Долна Саксония                                 | Людер, Хауне, Едер                                                | Хесен, Долна Саксония                                                                                         |                                   | 6.947                       | 6.947                                  |
| Рур (Рейн)                    | 221               | 221                     | на Руркопф при Винтерберг Гер.-Северен Рейн-Вестфалия                    | в Рейн при Дуисбург-Рурорт Гер.-Северен Рейн-Вестфалия        | Вене, Мьоне, Хьоне, Лене, Фолме                                   | Северен Рейн-Вестфалия                                                                                        | 79                                | 4.485                       | 4.485                                  |
| Ягст (Некар)                  | 203               | 203                     | при Унтершайдхайм-Ваксхайм Гер.-Баден-Вюртемберг                         | в Некар при Бад Фриедрихсхал-Ягстфелд Гер.-Баден-Вюртемберг   | Шефленц                                                           | Баден-Вюртемберг                                                                                              |                                   |                             |                                        |

Посочени в таблицата федерални провинции в Германия:
| - Баден-Вюртемберг - Бавария - Берлин - Бранденбург - Бремен - Хамбург | - Хесен - Мекленбург-Предна Померания - Долна Саксония - Северен Рейн-Вестфалия - Рейнланд-Пфалц - Саарланд | - Саксония - Саксония-Анхалт - Шлезвиг-Холщайн - Тюрингия |

Посочени в таблицата държави:
| - Франция - Нидерландия - Австрия | - Полша - Румъния | - Швейцария - Чехия |

## Реки, подредени по дължина
Показани са, сортирани по дължина, реки, които протичат изцяло или частично през Германия. Списъкът включва 150 реки.
1. 2.888 км – Дунав – с Брег (Черно море)
2. 1.320 км – Рейн (Северно море)
3. 1.091 км – Елба – с Молдау 1.252 км (Северно море)
4. 866 км – Одер – с Варте 1.045 km (Балтийско море)
5. 545 км – Мозел (Рейн)
6. 524 км – Майн – с Регнитц и Пегнитц 567 км (Рейн)
7. 517 км – Ин (Дунав)
8. 452 км – Везер (Северно море)
9. 413 км – Заале (Елба)
10. 382 км – Шпрее (Хафел)
11. 371 км – Емс (Северно море)
12. 367 км – Некар (Рейн)
13. 334 км – Хафел с Шпрее 542 км (Елба)
14. 316 км – Егер (Елба)
15. 292 км – Вера
16. 286 км – Изар (Дунав)
17. 281 км – Лайне (Алер)
18. 264 км – Лех (Дунав)
19. 263 км – Алер – с Лайне 346 км (Везер)
20. 257 км – Вайсе Елстер (Заале)
21. 256 км – Лаузитцер Найсе (Одер)
22. 246 км – Саар (Мозел)
23. 242 км – Лан (Рейн)
24. 225 км – Залцах (Ин)
25. 222 км – Липе – с Алме 255 км (Рейн)
26. 220 км – Алтмюл (Дунав)
27. 220 км – Елде (Льокнитц)
28. 218 км – Фулда (Везер)
29. 217 км – Рур (Рейн)
30. 203 км – Ягст (Некар)
31. 193 км – Назе (Елзе/Емс)
32. 192 км – Унщрут (Заале)
33. 189 км – Хунте (Везер)
34. 188 км – Айдер (Северно море)
35. 188 км – Шварце Елстер (Елба)
36. 185 км – Ампер – с Амерзе и Амер (Изар)
37. 182 км – Кохер (Некар)
38. 177 км – Едер (Фулда)
39. 173 км – Зауер (Мозел)
40. 170 км – Рур (Маас)
41. 167 км – Фехте (Цварте Ватер)
42. 166 км – Цвикауер Мулде
43. 165 км – Нааб (Дунав)
44. 165 км – Реген (Дунав)
45. 156 км – Пеене (Балтийско море)
46. 153 км – Осле (Северно море)
47. 153 км – Зийг (Рейн)
48. 151 км – Варнов (Балтийско море)
49. 151 км – Вертах (Лех)
50. 150 км – Алц
51. 147 км – Илер (Дунав)
52. 142 км – Кил (Мозел)
53. 140 км – Боде (Заале)
54. 140 км – Франкска Заале (Майн)
55. 134 км – Паар (Дунав)
56. 132 км – Вьорнитц (Дунав)]]
57. 129 км – Илм (Заале)
58. 128 км – Лене (Рур)
59. 128 км – Зшопал (Фрайбергер Мулде)
60. 125 км – Рин (Хавел)
61. 124 км – Фрайбергер Мулде
62. 124 км – Мулде (Елба)
63. 124 км – Траве (Балтийско море)
64. 122 км – Таубер (Майн)
65. 120 км – Вилс (Дунав)
66. 117 км – Вупер (Рейн)
67. 116 км – Нае (Рейн)
68. 116 км – Нийрс (Маас)
69. 115 км – Пегнитц
70. 114 км – Лойзах (Изар)
71. 114 км – Нийд (Саар)
72. 112 км – Енц (Некар)
73. 110 км – Беркел
74. 110 км – Диймел (Везер)
75. 110 км – Фрийдбергер Ах (Дунав)
76. 110 км – Оре (Елба)
77. 109 км – Рот (Ин)
78. 108 км – Вюме (Лезум)
79. 107 км – Илменау (Елба)
80. 105 км – Окер (Алер)
81. 103 км – Ерфт (Рейн)
82. 103 км – Мийс (Бероунка)
83. 103 км – Саалах (Залцах)
84. 103 км – Уекер (Балтийско море)
85. 102 км – Вийд (Рейн)
86. 99 км – Блийс (Саар)
87. 98 км – Фузе (Алер)
88. 98 км – Нида (Майн)
89. 97 км – Милде–Бийзе–Аланд (Елба)
90. 97 км – Швалм (Едер)
91. 95 км – Даме (Шпрее)
92. 95 км – Инердте (Лайне)
93. 95 км – Кинцих (Рейн)
94. 94 км – Дозе (Хавел)
95. 93 км – Динкел (Фехте)
96. 93 км – Випер (Тюрингия) (Унщрут)
97. 92 км – Наголд (Енц)
98. 90 км – Елц – Шварцвалд – (Рейн)
99. 90 км – Гросе Рьодер (Шварце Елстер)
100. 90 км – Плайсе (Вайсе Елстер)
101. 90 км – Вутах (Рейн)
102. 87 км – Штьор (Елба)
103. 87 км – Вилс (Нааб)
104. 86 км – Ар (Рейн)
105. 86 км – Кинцих (Хесен) (Майн)
106. 85 км – Гера (Унщрут)
107. 85 км – Гросе Ауе (Везер)
108. 85 км – Гросе Лабер (Дунав)
109. 85 км – Випер (Заале)
110. 84 км – Емшер (Рейн)
111. 84 км – Прюм (Зауер)
112. 84 км – Щепенитц (Бранденбург) (Елба)
113. 83 км – Везенитц (Елба)
114. 82 км – Илм (Бавария) (Абенс)
115. 80 км – Итц (Майн)
116. 80 км – Ремс (Некар)
117. 79 км – Мург (Рейн)
118. 79 км – Тиролски Ахен
119. 78 км – Фльоа
120. 78 км – Оур (Зауер)
121. 78 км – Вийзент (Регнитц)
122. 76 км – Абенс (Дунав)
123. 76 км – Изен (Ин)
124. 76 км – Шмутер (Дунав)
125. 76 км – Шварце Лабер (Дунав)
126. 75 км – Аиш (Регнитц)
127. 75 км – Миндел (Дунав)
128. 74 км – Требел (Пеене)
129. 73 км – Иеетце (Елба)
130. 73 км – Трене (Айдер)
131. 72 км – Арген (Рейн)
132. 72 км – Рекнитц (Балтийско море)
133. 72 км – Зуде (Елба)
134. 72 км – Вере
135. 71 км – Иеглитц (Хавел и Досе)
136. 70 км – Исел
137. 70 км – Зауер (Рейн)
138. 69 км – Вере (Везер)
139. 68 км – Агер (Зийг)
140. 68 км – Бьоме (Алер)
141. 68 км – Дил (Лан)
142. 68 км – Глан (Райнланд Пфалц) (Хае)
143. 68 км – Рандоу (Уекер)
144. 68 км – Толензе (Пене)
145. 68 км – Ветер (Нида)
146. 67 км – Хемнитц (Цвикауер Мулде)
147. 67 км – Зелке (Боде)
148. 67 км – Верзе (Емс)
149. 66 км – Льокнитц (Елба)
150. 65 км – Биле (Елба)
151. 59 км – Регниц (Майн)
152. 23 км – Ехац (Некар)